# Diócesis de San Fernando de Apure
La diócesis de San Fernando de Apure (en latín: Dioecesis Sancti Ferdinandi Apurensis) es una circunscripción eclesiástica de la Iglesia católica en Venezuela. Se trata de una diócesis latina, sufragánea de la arquidiócesis de Calabozo. Desde el 15 de julio de 2016 su obispo es Alfredo Enrique Torres Rondón.

## Territorio y organización
La diócesis cubre un territorio de 43 536 km² y extiende su jurisdicción sobre los fieles católicos de rito latino residentes en 4 municipios del estado Apure: Achaguas, Biruaca, Pedro Camejo y San Fernando.
La sede de la diócesis se encuentra en la ciudad de San Fernando de Apure, en donde se halla la Catedral de Nuestra Señora del Carmen.
En 2022 en la diócesis existían 28 parroquias.

## Historia

### Prelatura territorial
La prelatura territorial de San Fernando de Apure fue erigida el 7 de junio de 1954 mediante la bula Providentissimo Redemptoris del papa Pío XII, obteniendo el territorio de la diócesis de Calabozo (hoy arquidiócesis) y de la diócesis de San Cristóbal. Originalmente era sufragánea de la arquidiócesis de Caracas.
El 8 de septiembre de 1957, con la carta apostólica Quod Venerabilis, el papa Pío XII proclamó a la Bienaventurada Virgen María del Monte Carmelo como patrona principal de la prelatura territorial.

### Diócesis
El 12 de noviembre de 1974 la prelatura territorial fue elevada a diócesis mediante la bula Sancti Ferdinandi Apurensis del papa Pablo VI.
El 7 de junio de 1995 pasó a formar parte de la provincia eclesiástica de la arquidiócesis de Calabozo.
El 3 de diciembre de 2015 cedió una porción de su territorio para la erección de la diócesis de Guasdualito mediante la bula Ad aptius consulendum del papa Francisco.

## Estadísticas
Según el Anuario Pontificio 2023 la diócesis tenía a fines de 2022 un total de 278 433 fieles bautizados.
| Año                                                                             | Población            | Población | Población      | Sacerdotes | Sacerdotes    | Sacerdotes    | Bautizados por sacerdote | Diáconos permanentes | Religiosos | Religiosos | Parroquias |
| Año                                                                             | Bautizados católicos | Total     | % de católicos | Total      | Clero secular | Clero regular | Bautizados por sacerdote | Diáconos permanentes | Varones    | Mujeres    | Parroquias |
| ------------------------------------------------------------------------------- | -------------------- | --------- | -------------- | ---------- | ------------- | ------------- | ------------------------ | -------------------- | ---------- | ---------- | ---------- |
| 1966                                                                            | 142 000              | ?         | ?              | 16         | 1             | 15            | 8875                     |                      | 15         | 30         | 15         |
| 1970                                                                            | 145 000              | 150 511   | 96.3           | 18         | 3             | 15            | 8055                     |                      | 20         | 29         | 16         |
| 1976                                                                            | 175 927              | 177 705   | 99.0           | 17         | 1             | 16            | 10 348                   |                      | 20         | 24         | 17         |
| 1980                                                                            | 188 900              | 191 000   | 98.9           | 13         | 2             | 11            | 14 530                   |                      | 16         | 29         | 17         |
| 1990                                                                            | 266 680              | 277 792   | 96.0           | 13         | 2             | 11            | 20 513                   |                      | 16         | 29         | 17         |
| 1999                                                                            | 438 104              | 490 610   | 89.3           | 24         | 17            | 7             | 18 254                   |                      | 13         | 47         | 24         |
| 2000                                                                            | 512 688              | 539 671   | 95.0           | 25         | 17            | 8             | 20 507                   |                      | 13         | 50         | 27         |
| 2001                                                                            | 522 306              | 539 671   | 96.8           | 27         | 19            | 8             | 19 344                   |                      | 13         | 50         | 27         |
| 2002                                                                            | 450 000              | 505 333   | 89.1           | 23         | 16            | 7             | 19 565                   |                      | 11         | 44         | 25         |
| 2003                                                                            | 520 120              | 543 750   | 95.7           | 22         | 17            | 5             | 23 641                   |                      | 8          | 47         | 29         |
| 2004                                                                            | 352 750              | 415 000   | 85.0           | 29         | 23            | 6             | 12 163                   |                      | 9          | 47         | 30         |
| 2010                                                                            | 416 000              | 516 000   | 80.6           | 39         | 33            | 6             | 10 666                   |                      | 6          | 50         | 37         |
| 2014                                                                            | 446 500              | 512 360   | 87.1           | 23         | 20            | 3             | 19 413                   | 2                    | 3          | 24         | 31         |
| 2015                                                                            | 312 000              | 519 000   | 60.1           | 29         | 25            | 4             | 10 758                   | 2                    | 4          | 15         | 21         |
| 2017                                                                            | 295 131              | 368 914   | 80.0           | 20         | 17            | 3             | 14 756                   | 1                    | 3          | 25         | 25         |
| 2020                                                                            | 261 700              | 327 179   | 80.0           | 21         | 20            | 1             | 12 461                   | 9                    | 1          | 16         | 26         |
| 2022                                                                            | 278 433              | 348 102   | 80.0           | 26         | 26            |               | 10 708                   | 8                    |            | 12         | 28         |
| Fuente: Catholic-Hierarchy, que a su vez toma los datos del Anuario Pontificio. |                      |           |                |            |               |               |                          |                      |            |            |            |

## Episcopologio
- Ángel Adolfo Polachini Rodríguez † (30 de noviembre de 1966-25 de marzo de 1971 nombrado obispo de Guanare)
- Roberto Antonio Dávila Uzcátegui † (23 de junio de 1972-27 de mayo de 1992 nombrado obispo auxiliar de Caracas[nota 1])
  - Sede vacante (1992-1994)
- Mariano José Parra Sandoval (12 de julio de 1994-10 de julio de 2001 nombrado obispo de Ciudad Guayana)
- Víctor Manuel Pérez Rojas † (7 de noviembre de 2001-15 de julio de 2016 retirado)
- Alfredo Enrique Torres Rondón, desde el 15 de julio de 2016